# ニコニコはんしょくアクマ
『ニコニコはんしょくアクマ』は、カレー沢薫による日本の漫画。小学館の漫画雑誌『月刊!スピリッツ』にて2013年6月号から2019年7月号まで連載。1話8ページで掲載されている。

## あらすじ
処女を孕ませるために人間界の「ゴッサム町」にやってきたインキュバス・ヤマダ（キュバちゃん）。ゴッサム町民の女性が非処女で落胆していたところ、処女の女性・かえでに目をつける。しかし、かえでは2次元の男性にしか興味のない超本格派オタク女子であった。ひょんなことからキュバちゃんとかえでは同居生活を送るようになる。

## 登場人物
ヤマダ / キュバちゃん
インキュバス。見た目は黒と白を基調とした角の生えたモンスターのような外見で、黒を基調とした体色で、キャミソールのような白い模様がある。堂島からはバイキン呼ばわりされたことがある。標的の女性の好みのタイプの男性に変身することができる。42歳厄年。「キュバちゃん」はかえでにつけられたニックネームである。パク蔵からは「キュバさん」、魔王社長からは本名の「ヤマダ」、ドラキュラからは「ヤマダ選手」と呼ばれている。
処女厨で、ツノは処女を見分けるレーダーになっている。ゴッサム町で唯一の処女であったかえでの後をつけ、家に上がり込んで以来、かえでの家で生活を始める。かえでを孕ませることを狙っているようだが、少しも進展しない。主夫（あるいはヒモ。ただしセックス抜き）生活を行っており、家事全般をこなす。家計のやりくりも行っており、オタクグッズを大量に買い込むかえでに頭を悩ませている。好物はかえでが時折職場から持ち帰るプリン。
本業の業績はさっぱりで、魔王によく叱責されている。悪魔としての能力は低く、堂島からも相手にされていない（かえでの同居人であることも関係しているが）。さらに、ガタイのよい小学3年生女子に負けるほど非力。ちなみに武器は巨大なスプーンで、攻撃力が低いうえに、大きすぎてプリンも食べにくいという代物。
久曽小田 かえで（くそおた かえで）
ヒロイン。超がつくほどのオタク女子で乙女ゲーをメインとするゲーマー。髪型はパーマのかかったボブカット。容姿はよいが、基本的に二次元の男性にしか興味がなく、処女である。キュバちゃんによれば、性そのものに興味がない。好みのタイプの男性も二次元に登場しそうな男性そのもので、のちに、具体的には「ウンコパク蔵ボイスで、衣服を脱ぐと股間にモザイク処理されている男性」であることが判明した。
堂島が経営する菓子店「ポイズン」に勤務する。基本的にゲーム以外のことには無頓着で、ポイズン店内で悪魔が倒されても気づかず（ちなみに、それこそが堂島がかえでを雇っている理由らしい）、堂島がデビルハンターであることすら知らなかった。また、キュバちゃんから性行為を求められても拒否し続けているが、押し倒されたり抱きつかれても基本的に怒らない。その反面、趣味に文句をつけられることには厳しく、キュバちゃんにオタクについてある発言をされたときには激怒し、ユリとは好みの違いから頻繁に喧嘩をしている。殴り合いになるなど、回を追うごとに争いの激しさが増している。また、趣味について語りだしたら止まらない。趣味関係だとキュバちゃんやユリに対してかなり喧嘩っ早くなっており、さらにテンションが上がりすぎて顔面が崩壊してしまうことも。
キュバちゃんについては同居人としての愛着はあるようで、出ていくといわれた時には寂しいと言っている。しかし、キュバちゃんと同居しているにもかかわらず、堂島の誘いでデビルハンターを始めており、課金ゲー等の資金捻出のために仕事を行っている。デビルハンターの腕は確かで、堂島も引退を考えるほど。戦闘時のみ筋骨隆々になる能力を手に入れている。
ユリ
かえでの友人。黒髪のロングヘアで、巨乳の持ち主。キュバちゃんに「処女でなくても許す」といわれるほどの美人。当初は名前が設定されておらず、キュバちゃんからかつて「巨乳さん」と呼ばれており(現在は「ユリちゃん」と呼ばれる)、しかも、名前の判明前に、『月刊モーニングtwo』誌上で行われた「カレー沢薫キャラクター総選挙」でも「巨乳さん」名義で登録されている。彼女もまた腐女子だが、アダルト表現を含むBLが好きで、好みの違うかえでとしょっちゅう喧嘩をしている。元コスプレイヤー。かえで同様二次元にのめりこんでいるが、金持ちの老年男性と数名の年下の男性と同時に付き合っていた、という過去を持つ。母子家庭に育ち、母親は現役のデリヘル嬢。
頭の中で何人もの男同士が交わることを想像することが得意。実はキュバちゃんも想像の対象になりうるようである。
堂島（どうじま）
かえでの勤務する菓子店「ポイズン」の店長だが、その裏の顔は超が付く凄腕の「デビルハンター」である。本人は、「デビルハンター」の肩書が持つ中二病っぽさを嫌い、デビルハンターの仕事はジャージなどのラフな格好で行うことにしている。魔王によるとこれまでに悪魔を200万匹は倒したそうだが、キュバちゃんはかえでの同居人であることと、あまりに弱すぎることを理由に見逃している。立場上、悪魔とは敵対関係であるが、ケーキまみれになったキュバちゃんにシャワーを貸すなど、意外と広い心を持つ。キュバちゃんに対する態度も優しくなってきており、近頃はキュバちゃんの菓子作りの才能を認めてあり、正式雇用を考えている。前髪が長く目が描かれていない。女の子の体液フェチ。さらにかえで曰く「声がベチャベチャしている」という。
サキュバス
キュバちゃんの知りあいの悪魔。インキュバス同様変身能力を持つ。キュバちゃんとは逆に1日で何人もの男性から精気(精液)を吸い取る優秀な悪魔。本作では、サキュバスが男性から搾り取った精気(精液)をインキュバスに供給し、女性を孕ませる、という説を採用しており、作中でキュバちゃんに大量の精液を供給したことがあるが、キュバちゃんは誰も孕ませられず精液を腐らせてしまったことがある。
魔王
キュバちゃんの上司。見た目は羊。「魔界株式会社」の社長で、もっぱらキュバちゃんからは社長と呼ばれているが、ため口を利かれている。業績があまりに悪すぎるキュバちゃんを叱責する。社員を200万匹倒されたことで堂島を警戒している。
サタン専務
関西弁の気のいい悪魔。適当なキャラクターデザインをしていて、非常に温厚な性格だが、強い。デビルハンターにも気さくに話しかける性格で、かえで、流漫弩とも仲が良い。堂島の母親と昔関係を持ったらしく息子のことも知っている。胸元に「SA」というタトゥーがある。「SATAN」を彫ろうとして中断したそうだが、のちに「TAN」まで彫りきった。
ウンコ パク蔵（ウンコ パクぞう） / 田中 ヨシヒコ（たなか ヨシヒコ）
かえでの好きな声優でイケボの持ち主。本名は田中義彦。「ウンコ パク蔵」はアダルトゲーム(BL)作品に出演するときの芸名で、一般向け作品は本名の「田中 ヨシヒコ」を名乗っている。田中名義でも顔写真を公表していない今時珍しい声優だが、キュバちゃんは悪魔が持つ個人情報が何でも分かる端末を用いて彼と対面を果たしている。素顔は普通の青年で、現在の仕事内容に不満を抱えている。ただし、仕事は選ばない方針であるらしく、キュバちゃんはよく仕事を選ばなすぎると漏らしている。また、気が進まない仕事でも役に入ると性格が変わるほど入り込むタイプである
女性が苦手で、かえでやユリとの対面をなかなか承諾しなかったが（のちに対面）、キュバちゃんとは頻繁に会っている。初対面で本名の「田中」で呼ばれることを所望したが、結局「ウンコ氏」と呼ばれている。
キュバちゃんに対しては恩義を感じており、近頃はBL展開になりかけてはお互いが精神力で振り切るということを繰り返している。
ドラキュラ
キュバちゃんの知り合いの吸血鬼。一般的な吸血鬼のイメージとして、タキシードを着て身なりの整った細身の男性というものがあるが、彼は、暑がりで基本的に半裸、はげ散らかっていて、肥満体型、というイメージを壊す外見となっている。しかも、人間の血を飲んでいるため、口臭がものすごいという。口臭についてはある程度本人も自覚している模様。
峰 流漫弩（みね るまんど）
デビルハンター。中二病をこじらせた、堂島と対極に位置する存在で、堂島からは「デビルハンター（笑）」と言われており、軽蔑されている。中二病らしく、セリフが無理やりな英語交じりになっており、キュバちゃんからルー大柴呼ばわりされたことがある。厄介なことにポイズンをしばしば訪れている上に、かえでに惚れており、これも英語に直し「メープル」と呼ぶ。名前がブルボンの菓子の商品名に酷似しており、キュバちゃんやかえでから「流鵜部螺（ルーベラ）」「穂倭ヰ斗露璃威侘（ホワイトロリータ）」と言われている。
月宮 琉那（つきみや るな）
30代のベテランオタク女子。変な一人称や語尾で話す上に、それらが一定しない。ユリの知人で「パイセン」と呼んでいる。キュバちゃんも年下であるのになぜかそう呼ぶようになる。かえで・ユリといった若い世代とジェネレーションギャップを感じている。名前は高校時代から使い続けているハンドルネーム。ちなみに既婚。作者・カレー沢自身がモデルであることを認める記述がある。
キサラヅ / カウパー噴射丸（カウパーふんしゃまる）
ユリの知人の腐男子。ゲイではなく実生活はノンケで、ユリとはかつてセフレ関係だったことも。かえでやユリと同様自分の趣味に対し押しが強いタイプ。

## 書誌情報
- カレー沢薫 『ニコニコはんしょくアクマ』 小学館〈ビッグスピリッツコミックススペシャル〉、全5巻
  1. 2014年9月3日発行（2014年8月29日発売）、ISBN 978-4-09-186498-7
  2. 2015年11月17日発行（2015年11月12日発売）、ISBN 978-4-09-187397-2
  3. 2017年7月5日発行（2017年6月30日発売）、ISBN 978-4-09-189560-8
  4. 2018年9月4日発行（2018年8月30日発売）、ISBN 978-4-09-860101-1
  5. 2019年9月4日発行（2019年8月30日発売）、ISBN 978-4-09-860423-4